# Karavasta

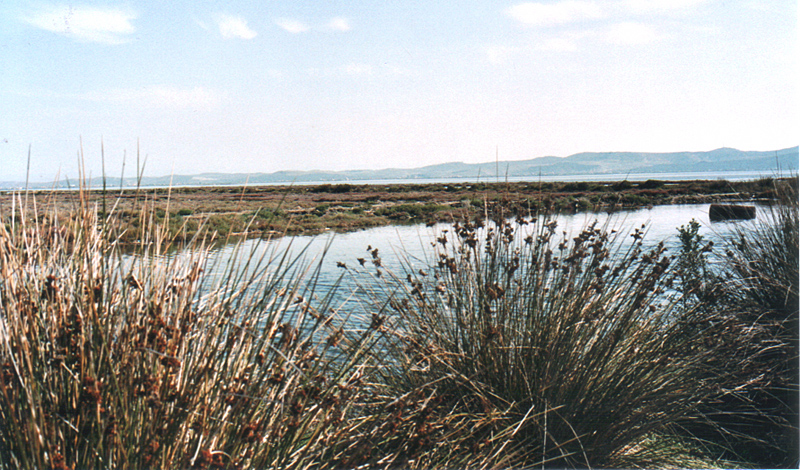
Karavasta.

Karavasta är en lagun i Lushnjadistriktet i södra Albanien. Det är Albaniens största lagun och våtmark, samt en av de största vid Medelhavet. Hela området upptar en yta på 200 km², varav 59 km² är lagun och saltvattensträsk. Karavasta är upptagen på Ramsarlistan.
Lagunen har ett rikt djurliv. 29 arter av kräldjur och amfibier, 25 däggdjursarter och 228 fågelarter. Speciellt rik är faunan av sjöfågel och vadarfågel.
Nationalparken Pisha e Divjakës ligger inom området och är en 700 hektar stor tallskog.

## Fotnoter
1. 1 2 3  Coastalguide: Karavasta Arkiverad 29 september 2007 hämtat från the Wayback Machine., läst 2009-01-14 (engelska)
2. ↑  The List of Wetlands of International Importance, 19 December 2008 Arkiverad 14 januari 2009 hämtat från the Wayback Machine. (engelska)